# Hong Kong First Division League
Hong Kong First Division League (čínsky znaky zjednodušené 香港甲組聯賽) je druhá nejvyšší fotbalová liga na území zvláštní správní oblasti Čínské lidové republiky Hongkongu.
Soutěž byla založena v roce 1908 a stala se tím tak nejstarší ligovou fotbalovou soutěží na asijském kontinentu. Do roku 2014 pak byla nejvyšší fotbalovou soutěží v Hongkongu, poté byla nahrazena nově založenou Hong Kong Premier League. Soutěž se odehrává, navzdory většině východoasijským profesionálním soutěžím (jaro – podzim), evropským způsobem podzim – jaro.